# 8108-as mellékút (Magyarország)
A 8108-as számú mellékút egy négy számjegyű, nagyjából 7 kilométeres hosszúságú mellékút Fejér vármegye északkeleti illetve a Zsámbéki-medence déli részén. Jelentősége főleg abban áll, hogy Etyek és a nagyközség járási székhelye, Bicske központja között biztosít más útvonalaknál rövidebb összeköttetést, de mivel meglehetősen hangulatos, szép tájakat érint, turisztikai vonzerővel is bír.

## Nyomvonala
A 8106-os útból ágazik ki, annak 5+400-as kilométerszelvényénél, Etyek központja közelében északnyugati irányban, Boti út néven. Nagyjából 1,1 kilométer után kilép a belterületről, második kilométere után eléri a Kápolnapark nevű településrészt, elhalad az ugyancsak Etyekhez tartozó Botpuszta mellett, ahol egy, a környezetéből messze kimagasló dombon álló műemlék templom, egy horgásztó és más, természetközelibb vizes élőhelyek is vonzzák az erre járókat (a templomhoz a 2+350-es kilométerszelvénynél kell letérni északkelet felé).
További jó néhány kilométeren át halad az út etyeki területen, kísérője egy darabig az Etyeki-patak, majd átfolyik az út alatt a Sajgó-patak, amely felveszi az előbbi vízfolyás vizét, majd szintén az úttal párhuzamosan folyik tovább. Ezután egy leágazása következik Etyek–Richárdmajor irányában, majd 6,8 kilométer megtétele után elhalad a Budapest–Hegyeshalom–Rajka-vasútvonal alatt.
Utolsó méterein az út már Mány közigazgatási területén halad, majd a község Háromrózsa településrésze közelében beletorkollik az egykori 100-as főútba, amely ma ezen a szakaszon 8101-es számozással mellékútként halad, Biatorbágy és Tatabánya között, és itt a 11+400-as kilométerszelvényénél jár. Egy 2004-ben térkép még az 1-es főútnál jelölte ezen mellékút végpontját, de azt a csomópontot és az oda vezető néhány méteres szakaszt mára megszüntették. Mány központi belterülete innen kilométerekkel északabbra található.
Teljes hossza, az országos közutak térképes nyilvántartását szolgáló kira.gov.hu adatbázisa szerint 7,037 kilométer.

## Települései
- Etyek
- Etyek-Botpuszta
- Mány